# 三石羊羹
三石羊羹（みついしようかん）は、北海道日高郡新ひだか町にある1910年（明治43年）創業の有限会社八木菓子舗が製造する羊羹。
このお店は北海道内でも有数の老舗である。

## 特徴
北海道産上質の小豆を使った昔懐かしい羊羹で、数々の賞を受賞している。甘すぎず、硬さも程よく、お茶請けにもってこいの羊羹である。
また新ひだか町には、特産の昆布を使った「昆布羊羹」という別の羊羹が存在している。これは、三石羊羹とは別物である。

## 受賞歴
- 1921年 中国四国生産品共進会 壱等金光牌受賞
- 1922年 平和記念全国商工美術博覧会 有功金賞牌受賞
- 1932年 全国優良製産品審査会 名誉賞金牌受賞
- 1975年 三石町開基百年記念功績顕彰受賞
- 1980年 明治神宮鎮座60年大祭奉祝 第18回全国特産物奉献納
- 1984年 第20回全国菓子大博覧会 名誉金賞及び技術優秀賞受賞
- 1988年 第21回全国菓子大博覧会 金賞受賞